# Thaisinha (futebolista)
Thaís Duarte Guedes (São Paulo, 20 de janeiro de 1993), mais conhecida como Thaisinha, é uma futebolista brasileira que atua como atacante ou meia-atacante. Atualmente, joga pelo Santos.

## Carreira
Considerada a sucessora de Marta, quando criança, ia com frequência às aulas de balé. Dois anos depois, decidiu largar o balé e se dedicar ao futebol, onde começou no Juventus.
Após boas atuações, foi contratada pelo Santos, onde ganhou inúmeros títulos, entre eles, o bi-campeonato da Copa Libertadores da América.
Posteriormente, passou sete temporadas no futebol coreano, atuando pelo Incheon Hyundai.
Retornou ao Santos em 2020. Em janeiro de 2024, renovou seu contrato com o Santos.

### Seleção Brasileira
Pela Seleção Brasileira, disputou o Campeonato Sul-Americano Sub 17, onde saiu campeã.
Em 2011, foi convocada para jogar a Copa do Mundo de Futebol Feminino, onde foi eliminada nas quartas-de-final. No mesmo ano, é chamada pelo técnico Kleiton Lima para disputar os Jogos Pan-Americanos de 2011, em Guadalajara. Na estreia, marcou um dos gols na vitória sobre a Argentina por 2 a 0.
Em 2012 foi convocada para a seleção para disputar as Olimpíadas de Londres. E na etapa de preparação, participou do torneio amistoso Copa da Suíça, onde foi campeã junto com a equipe. Em Londres participou dos jogos da seleção como titular, mais o Brasil acabou sendo eliminado nas quartas de final pelo Japão.

## Títulos
Santos
- Campeonato Paulista da LINAF: 2009
- Copa do Brasil: 2009
- Copa Libertadores da América: 2009 e 2010
- Campeonato Paulista: 2010 e 2011
- Jogos Abertos do Interior: 2010
- Copa Paulista: 2024

Vitória das Tabocas
- Campeonato Pernambucano: 2011, 2012, 2013 e 2014

Incheon Hyundai
- WK League: 2013, 2015, 2016, 2017, 2018 e 2019

Seleção Brasileira
- Campeonato Sul-Americano Sub-17: 2010
- Campeonato Sul-Americano Sub-20: 2012
- Jogos Pan-Americanos: medalha de prata (Guadalajara 2011)
- Torneio Internacional Cidade de São Paulo: 2011
- Copa da Suíça: 2012
- Torneio Internacional de Yongchuan: 2017
- Copa América: 2018